# 양산백과 축영태 (영화)
양산백과 축영태(梁山伯與祝英台: The Love Eterne, 양산백여축영태, 양산백과 축영대)는 중국에서 제작된 이한상 감독의 1963년 영화이다. 요체 등이 주연으로 출연하였고 소일부 등이 제작에 참여하였다.

## 출연

### 주연
- 요체
- 링보
- 임결

### 조연
- 고미
- 고보수
- 관산
- 교장
- 구양사비
- 금한
- 나마
- 남위열
- 막수
- 석연
- 양지경
- 이곤
- 이향군
- 장광초
- 정녕
- 정묘
- 정정
- 진연연
- 풍강
- 황만
- 호금전
- 당단

## 제작진
- 조연출: 호금전
- 미술: 조년룡

## 같이 보기
- 제36회 아카데미상 외국어영화상 출품작 목록